# Metabolos macrophyllus
Metabolos macrophyllus là một loài thực vật có hoa trong họ Thiến thảo. Loài này được Zoll. & Moritzi mô tả khoa học đầu tiên năm 1846.